# Felestads församling
Felestads församling var en församling i Lunds stift och i Svalövs kommun. Församlingen uppgick 2002 i Svalövs församling.

## Administrativ historik
Församlingen har medeltida ursprung. 
Församlingen var till 1 maj 1927 annexförsamling i pastoratet Källs-Nöbbelöv och Felestad för att därefter till 1962 vara annexförsamling i pastoratet Svalöv, Källs-Nöbbelöv och Felestad. Från 1962 till 2002 annexförsamling i pastoratet Svalöv, Felestad och Tirup som från 1974 även omfattade Torrlösa församling. Församlingen uppgick 2002 i Svalövsbygdens församling.

## Kyrkor
- Felestads kyrka